# Michel d'Herbigny

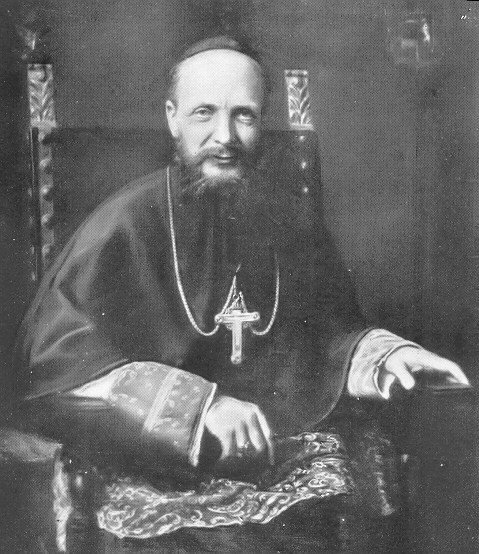
Michel-Joseph Bourguignon d'Herbigny

Michel-Joseph Bourguignon d'Herbigny (8 de maio de 1880 - 23 de dezembro de 1957) foi um erudito jesuíta francês e bispo católico romano.

## Carreira
Foi presidente do Pontifício Instituto Oriental de Roma e da Pontifícia Comissão para a Rússia. Ele foi secretamente consagrado bispo e foi fundamental em uma tentativa fracassada de estabelecer uma hierarquia clandestina para a Igreja Católica na União Soviética durante as perseguições religiosas da década de 1920.